# Erzbistum Bangalore
Das Erzbistum Bangalore (lateinisch Archidioecesis Bangalorensis) ist eine Erzdiözese der römisch-katholischen Kirche in Indien mit Sitz in Bengaluru (Bangalore).

## Geschichte
Die heutige Erzdiözese war ursprünglich ein Teil der Mysore-Mission. Bangalore wurde am 13. Februar 1940 als eigenes Bistum errichtet und am 19. September 1953 zur Erzdiözese erhoben. Am 14. November 1988 wurden Teile des Diözesangebietes an das neu errichtete Bistum Shimoga abgegeben.

## Kirchenprovinz
- Erzbistum Bangalore

1. Bistum Belgaum
2. Bistum Bellary
3. Bistum Chikmagalur
4. Bistum Gulbarga
5. Bistum Karwar
6. Bistum Mangalore
7. Bistum Mysore
8. Bistum Shimoga
9. Bistum Udupi

## Ordinarien

### Bischöfe
- Maurice Despatures MEP (1940–1942)
- Thomas Pothacamury (1942–1953)

### Erzbischöfe
- Thomas Pothacamury (1953–1968)
- Duraisamy Simon Lourdusamy (1968–1971)
- Packiam Arokiaswamy (1971–1986)
- Alphonsus Mathias (1986–1998)
- Ignatius Paul Pinto (1998–2004)
- Bernard Blasius Moras (2004–2018)
- Peter Machado (seit 2018)